# Екстремни спорт
Акциони спортови, авантуристички спортови или екстремни спортови су активности за које се сматра да укључују висок степен ризика од повреда или смрти. Ове активности често укључују брзину, висину, висок ниво физичког напора и високо специјализовану опрему. Екстремни туризам се преклапа са екстремним спортом. Њих двоје деле исту главну привлачност, „налет адреналина” изазвану елементом ризика, а разликују се углавном по степену ангажовања и професионализма.

## Дефиниција
Не постоји прецизна дефиниција „екстремног спорта“ и порекло овог термина је нејасан, али је постао популаран 1990-их када су га покупиле маркетиншке компаније да промовишу X Games и када су покренути Extreme Sports Channel и Extreme International. У новије време, најчешће коришћена дефиниција из истраживања је „такмичарска (поређење или самовредновање) активност у оквиру које је учесник изложен природним или необичним физичким и менталним изазовима као што су брзина, висина, дубина или природне силе и где брзина, прецизност и когнитивна перцептивна обрада може бити потребна за успешан исход“ др Ронда Коен (2012).
Док се употреба термина „екстремни спорт” свуда проширила да би се описало мноштво различитих активности, тачно који спортови се сматрају „екстремним” је дискутабилно. Међутим, постоји неколико заједничких карактеристика за већину екстремних спортова. Иако нису ексклузивни домен младих, екстремни спортови имају тенденцију да имају циљну демографију млађу од просека. Екстремни спортови су такође ретко санкционисани од стране школа због свог наставног плана и програма физичког васпитања. Екстремни спортови имају тенденцију да буду усамљенији од многих популарних традиционалних спортова (рафтинг и пејнтбол су значајни изузеци, јер се раде у тимовима).
Активности које су медији категорисали као екстремни спортови разликују се од традиционалних спортова због већег броја инхерентно неконтролисаних варијабли. Ове варијабле животне средине су често везане за временске прилике и терен, укључујући ветар, снег, воду и планине. Пошто се ове природне појаве не могу контролисати, оне неизбежно утичу на исход дате активности или догађаја.
У традиционалном спортском догађају, спортисти се такмиче једни против других под контролисаним околностима. Иако је могуће креирати контролисане спортске догађаје као што су X Games, постоје варијабле окружења које се не могу држати константним за све спортисте. Примери укључују промену услова снега за сноубордере, квалитет стена и леда за пењаче и висину и облик таласа за сурфере.
Док се традиционални критеријуми спортског просуђивања могу усвојити приликом процене учинка (растојање, време, резултат, итд.), екстремни спортисти се често процењују на основу субјективнијих и естетских критеријума. Ово резултира тенденцијом одбацивања јединствених метода суђења, при чему различити спортови користе сопствене идеале  и заиста имају способност да еволуирају своје стандарде процене са новим трендовима или развојем у спорту.

## Историја
Порекло дивергенције термина „екстремни спортови“ од „спорта“ може датира из 1950-их у појављивању фразе која се обично, али погрешно, приписује Ернесту Хемингвеју. Фраза је;
Постоје само три спорта: борба бикова, трке мотора и планинарење; све остало су само игре.
Импликација фразе је била да реч „спорт“ дефинише активност у којој неко може бити убијен, док се друге активности називају „игре“. Ову фразу је можда измислио или писац Барнаби Конрад или аутор аутомобила Кен Пурди.

## Комерцијализација
Неки тврде да разлика између екстремног и конвенционалног спорта има везе са маркетингом колико и са нивоом опасности или адреналином који се генерише. На пример, рагби јунион је и опасан и изазива адреналин, али се не сматра екстремним спортом због свог традиционалног имиџа, и зато што не укључује велику брзину или намеру да се изводе вратоломије (естетски критеријуми поменути горе), а такође и чини немају променљиве променљиве средине за спортисте.

## Мотивација
Одлика таквих активности по мишљењу неких је њихова наводна способност да изазову налет адреналина код учесника. Међутим, медицинско гледиште је да навала или повишени ниво повезани са активношћу нису последица ослобађања адреналина као одговора на страх, већ због повећаног нивоа допамина, ендорфина и серотонина због високог нивоа физичког напора. Штавише, недавне студије сугеришу да је веза са адреналином и 'правим' екстремним спортовима пробна. Студија Брајмера и Греја дефинисала је „праве“ екстремне спортове као активност у слободно време или рекреацију где је највероватнији исход погрешно управљане несреће или грешке смрт. Ова дефиниција је осмишљена да одвоји маркетиншки појам од активности.

## Смртност, здравље и узбуђење
Екстремни спортови се могу сматрати изузетно опасним, који могу довести до смртних случајева, скоро смртних случајева и других озбиљних повреда. Уочени ризик у екстремном спорту се сматра донекле неопходним делом његове привлачности, што је делимично резултат притиска на спортисте да зараде више новца и обезбеде максималну забаву.
Екстремни спортови су поткатегорија спортова који се описују као било која врста спорта „карактера или врсте која је најудаљенија од обичног или просека“. Ове врсте спортова често носе потенцијални ризик од озбиљних и трајних физичких повреда, па чак и смрти. Међутим, ови спортови такође имају потенцијал да произведу драстичне користи за ментално и физичко здравље и пруже прилику појединцима да се у потпуности укључе у живот.
Екстремни спортови изазивају ослобађање хормона адреналина, који може олакшати извођење вратоломија. Сматра се да примена екстремних спортова код пацијената са менталним здрављем побољшава њихову перспективу и препознавање аспеката живота.
У авантуристичким спортовима на отвореном, учесници доживљавају емоцију интензивног узбуђења, обично повезана са екстремним спортовима. Иако неки екстремни спортови представљају већи ниво ризика, људи се ипак одлучују да се упусте у искуство екстремних спортова ради адреналина. Према Зигмунду Фројду, имамо инстинктивну 'жељу за смрћу', која је подсвесно уграђена жеља да се уништимо, што доказује да се у потрази за узбуђењем опасност сматра пријатном.